# Bidaragadde, Honnali
Bidaragadde là một làng thuộc tehsil Honnali, huyện Davanagere, bang Karnataka, Ấn Độ.